# Bartsia
Genre
Classification APG III (2009)
Bartsia (les bartsies) est un genre de plantes dicotylédones arctico-alpines regroupant une petite dizaine d'espèces.

## Dénomination
Le nom de genre Bartsia a été donné par Carl von Linné en l'honneur de son ami Johann Bartsch 1709-1738 (latinisé en Johannes Bartsius), médecin et botaniste allemand de Königsberg (Prusse-Orientale), mort à l'âge de 28 ans au Surinam où Linné l'avait envoyé en mission. D’après Brown

## Taxonomie

### Classification classique
En classification linnéenne, les bartsies étaient classées dans la famille des Scrophulariaceae.

### Classification phylogénétique
En classification APG III, ce genre est désormais classé dans la famille des Orobanchaceae, tribu des Rhinantheae.

## Liste d'espèces
Selon NCBI (22 nov. 2017) :
- Bartsia alpina L., 1753 - Bartsie des Alpes

Selon ITIS (22 nov. 2017) :
- Bartsia alpina L.

Selon BioLib (22 nov. 2017) :
- Bartsia alba Molau
- Bartsia alpina L. - Bartsie des Alpes
- Bartsia laticrenata Benth.
- Bartsia lydiae S.P.Sylvester
- Bartsia pedicularoides Benth.
- Bartsia pumila Benth.
- Bartsia stricta (Kunth) Benth.
- Bartsia trixago L. - Bartsie trixago, Bellardie multicolore